# Porfirio Díaz

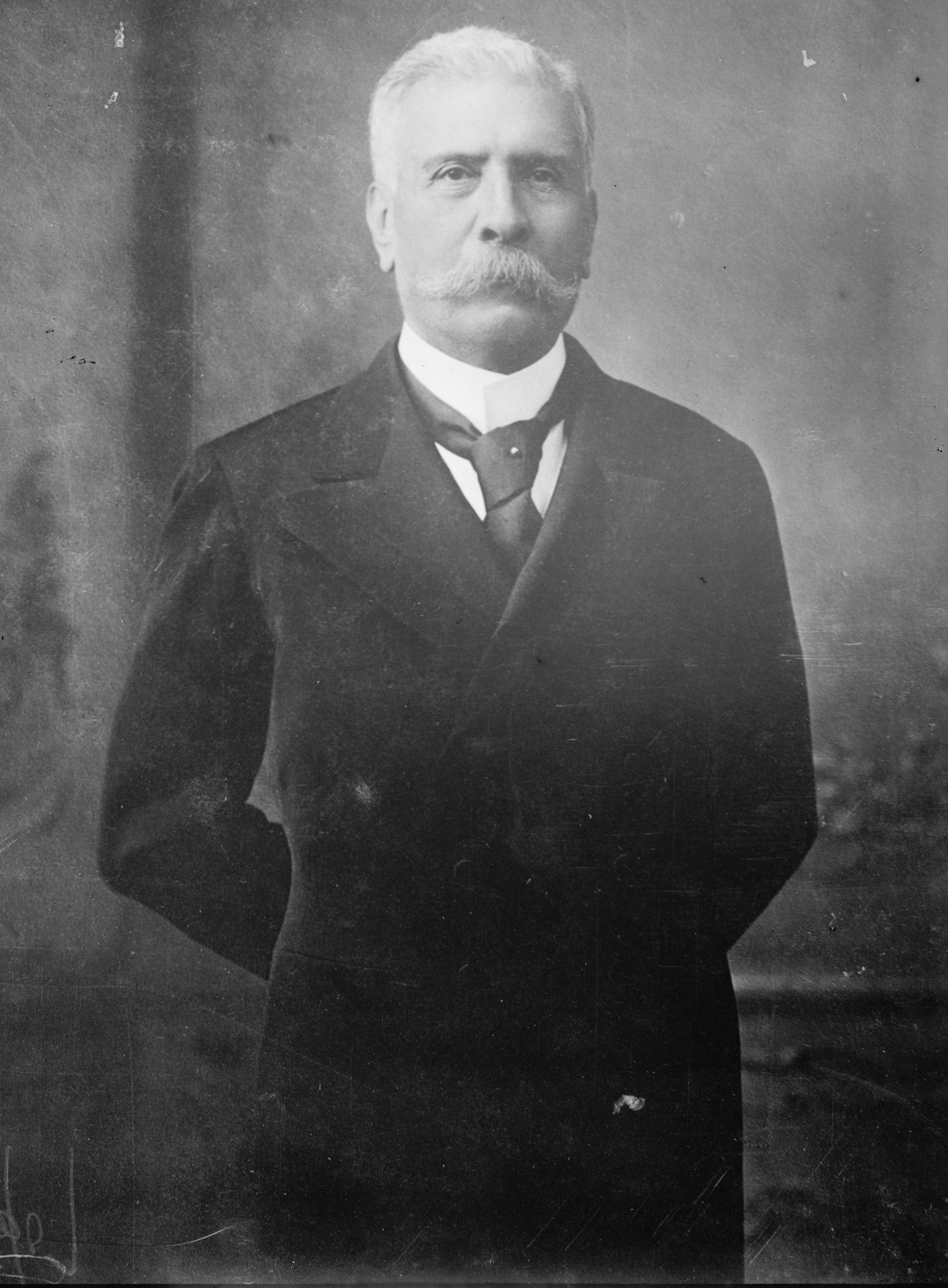
Porfirio Díaz (1907)

José de la Cruz Porfirio Díaz Mori (* 15. September 1830 in Oaxaca; † 2. Juli 1915 in Paris, Frankreich) war ein mexikanischer General und Politiker. Er regierte als Präsident von 1876/1877 bis 1880 und von 1884 bis 1911. Er war Präsident von Mexiko in neun Regierungsperioden.
Seine Regierungszeit, auch mit dem Ausdruck Porfiriat bezeichnet, die durch seinen autoritären Regierungsstil, aber auch durch den wirtschaftlichen Aufstieg des Landes gekennzeichnet ist, wird bis heute kontrovers diskutiert. Sie endete 1910 mit der Mexikanischen Revolution.

## Leben

### Die ersten Jahre

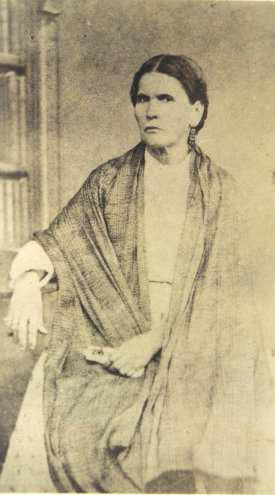
Petrona Mori Cortés, Mutter von Díaz

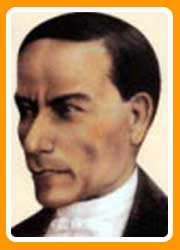
Marcos Pérez, Freund und Förderer von Díaz

Porfirio Díaz wurde am 15. September 1830 in Oaxaca, heute Oaxaca de Juárez, der Hauptstadt des gleichnamigen Bundesstaates von Mexiko, als Sohn eines Handwerkers und Gasthausbesitzers geboren. Díaz war kreolisch-mixtekischer Abstammung, also ein Mestize – nach dem System der Kasten („castas“), ein „cuarterón de mestizo“.
Sein Vater José Faustino (de la Cruz) Díaz Bohorques starb, als Porfirio drei Jahre alt war. Seine Mutter Petrona Mori Cortés, Tochter eines Asturiers und einer Indigena, versuchte vergeblich, die Gastwirtschaft des Vaters, die einzige in Oaxaca, zu erhalten.
Schon früh musste Porfirio mit seinen Geschwistern zum Unterhalt der Familie beitragen. Mit elf Jahren wurde er Tischlerlehrling. Mit 13 besuchte er auf Wunsch seines Onkels, des späteren Bischofs von Oaxaca, das bischöfliche Seminar in seiner Vaterstadt.
1846, nach Beginn des Krieges zwischen den Vereinigten Staaten und Mexiko, trat er mit 15 Jahren in ein Bataillon von Freiwilligen ein, um gegen die Invasoren zu kämpfen, aber auch, weil er eine größere Neigung zum Militärdienst als zum Priesteramt in sich spürte, dem er sich nach dem Wunsch seiner Verwandten hätte widmen sollen.
1850 wechselte er zum Institut der Wissenschaften und Künste und gab endgültig die Priesterlaufbahn auf. 1853 trat Díaz in den Dienst des liberalen Rechtsanwalts Marcos Pérez, eines Freundes von Benito Juárez, der sie miteinander bekannt gemacht hatte.

### Militärische Karriere
Unter Pérez’ Einfluss, der in Oaxaca gegen die Regierung von Santa Anna konspirierte, schloss sich der junge Rechtsanwalt der liberale Ideale verfechtenden Revolution von Ayutla (1854/55) an, an deren Spitze der General Juan Álvarez stand. Seine Feuertaufe erhielt Díaz 1855, während eines Gefechts im Pass von Teotongo, den er mit 200 schlecht bewaffneten Indios gegen anrückende Regierungstruppen verteidigte. Ohne dass Díaz zuvor einen militärischen Rang besessen hätte, beförderte ihn im Dezember 1856 Benito Juárez, damals noch Gouverneur des Bundesstaats Oaxaca, zum Hauptmann der Infanterie innerhalb der Oaxaca-Nationalgarde. 1857 wurde Díaz zum Gouverneur und Militärkommandanten des Isthmus von Tehuantepec (Oaxaca).
Während des Reformkriegs (1858–1860), der um die neue, antiklerikale Verfassung ausgebrochen war, stand Díaz auf Seiten der liberalen Regierung. 1858 nahm er an der Belagerung und Einnahme Oaxacas teil und diente als Kommandant der Festung Santa Caterina. 1859 erhielt Díaz weitere Beförderungen, zum Oberstleutnant und zum Oberst der Nationalgarde von Oaxaca. Ein Jahr später verschaffte ihm Juárez, der im Januar 1858 zum mexikanischen Präsidenten aufgestiegen war, den Posten eines Obristen der regulären Armee. Grund war Díaz’ Sieg bei Ixtepeji in der Sierra nördlich von Oaxaca. Weitere militärische Erfolge brachten ihm im August 1861 die Beförderung zum Brigadegeneral. Danach bekämpfte er die konservativen Generäle Leonardo Márquez und Tomás Mejía, die trotz des Friedensschlusses nicht die Waffen niedergelegt hatten und zu einem Guerillakrieg übergegangen waren.
Während der französischen Intervention im Land nahm Díaz an der Schlacht bei Puebla teil (5. Mai 1862). 1863 wurde er von französischen Truppen gefangen genommen, konnte jedoch fliehen. Juárez bot Díaz den Posten des Verteidigungsministers, den des Oberkommandierenden sowie den des Gouverneurs von Veracruz an. Díaz lehnte alle Angebote ab, nahm die Ernennung zum Oberbefehlshaber aber Mitte 1863 an, im Oktober desselben Jahres stieg er zum Divisionsgeneral auf. Damit hatte er den höchsten Dienstgrad der mexikanischen Armee erklommen. 
1864 boten die Konservativen ihm an, sich der Sache Kaiser Maximilians I. zu verschreiben, aber Díaz lehnte ab. Am 9. Februar 1865 wurde er in Oaxaca von kaiserlichen Truppen gefangen genommen und seine Offiziere nach Martinique verbannt. Er entkam erneut. Im April 1867 erhielt er das Kommando über das mexikanische Ostheer (Ejército de Oriente).

### Politische Karriere

#### Díaz wird Präsident
Díaz bewarb sich zweimal bei den Wahlen um das Präsidentenamt (1867 und 1871), wurde aber von Juárez und bei der folgenden Wahl durch Sebastián Lerdo de Tejada besiegt. Díaz vertrat zugleich die Interessen der Militärs, die von Juárez’ militärfeindlicher und zentralistischer Politik enttäuscht waren, wie die Interessen junger Liberaler, die die Beachtung der Verfassung forderten.
Von den 90.000 Soldaten, die an der Eroberung Querétaros und der Hauptstadt teilgenommen hatten, behielt Präsident Juárez am 23. Juli 1867 nur ein Heer von etwa 20.000 Mann zurück. Den übrigen konnte aus Geldmangel der Sold nicht ausgezahlt werden, obwohl die Regierung durch die Auflösung der Kirchengüter große Einnahmen erzielt hatte. Dies führte zur Unzufriedenheit in der Armee. Die Soldaten forderten, dass alle an den Früchten des Krieges teilhaben sollten. Díaz verstand es, aus der Unbeliebtheit von Juárez für sich Nutzen zu ziehen, und so entstand eine neue politische Richtung, die der „porfiristas“, an deren Spitze Díaz sich der Regierung von Juárez entgegenstellte. Juárez’ Entscheidung hatte neben finanzpolitischen – 70 Prozent des Haushalts wurde für Militärausgaben verwandt – tatsächlich auch machtpolitische Gründe: Um seine Stellung und den Frieden zu sichern, musste er die Zentralmacht stärken, die lokalen Heerführer entmachten, die Militärhoheit der Landesregierungen abschaffen (August 1867) und das Heer unter der Führung der Zentralgewalt neu organisieren, so dass die fünf neuen Militärsektoren von regierungstreuen Offizieren geleitet wurden. Am Tag nach dem triumphalen Einzug von Juárez in Mexiko-Stadt am 5. Juni 1867 hatte Díaz um seine Entlassung aus der Armee gebeten, und obwohl er nur auf Wunsch von Juárez einige Monate länger im Amt blieb, erhielt er Dankschreiben von vielen zivilen und militärischen Amtsträgern für seine Dienste, wodurch er noch größere Beliebtheit gewann. Bei der Neugliederung der Heeresverwaltung fiel Díaz die Leitung des Ostsektors zu. Diese Ernennung war Teil der Strategie von Juárez, Heerführer durch Ehrungen und neue Ämter an sich zu binden.
Schon im Vorfeld der Wahlen von 1867 machte sich Juárez weiter unbeliebt durch seine Verfassungsreform, die eine Volkswahl des Präsidenten, des obersten Gerichts und der Abgeordneten vorsah. Gleichzeitig wurde eine neue Kammer, der Senat, geschaffen, der die bisherigen Länderrechte ausübte, die Landesgouverneure ernannte und als Verfassungsgericht bei Organstreit wirken sollte. Damit schuf Juárez ein Gegengewicht zu den widerspenstigen Kongressabgeordneten, die über die Landespolitik Einfluss auf den Bund nehmen wollten. Noch einschneidender war die Einführung eines präsidentiellen suspensiven Vetos nach dem Vorbild der Vereinigten Staaten. Regierungsbeamten wurde es möglich, Abgeordnete zu werden. Den größten Widerstand der Liberalen forderte aber heraus, dass Juárez dem Klerus die Bürgerrechte, darunter das Wahlrecht, zurückgab, weil er wusste, dass nur die Kirche Rückhalt im Volk besaß. Des Weiteren wurden Kollaborateure begnadigt und Regimegegner aus dem Exil zurückgerufen. Die Reformpolitik Juárez’ führte so zu einem seltenen Bündnis der Liberalen und Konservativen gegen die Regierung, das Díaz für sich zu nutzen verstand.
Im Dezember 1867 gewann Juárez trotz der Reformstreitigkeiten die Wahlen mit weitem Abstand vor Díaz, jedoch nicht mit absoluter Mehrheit.
Juárez respektierte die Verfassung weitgehend, musste aber mehrfach Rechte aufheben und mit außerordentlichen Vollmachten regieren. Sein verfassungswidriger Entschluss, für die nächsten Präsidentschaftswahlen erneut zu kandidieren, schuf Unmut unter den Liberalen. Trotzdem zeigten auch die Wahlen vom 25. Juni 1871 einen klaren Sieg von Juárez, aber keiner der Kandidaten hatte die absolute Mehrheit. Als der Kongress daraufhin Juárez zum Sieger erklärte, wobei die Abgeordneten massiv beeinflusst wurden, begannen einige Generäle mit dem gewaltsamen Widerstand. Díaz wartete zunächst in Oaxaca ab. Erst am 8. November 1871 erklärte er den „Plan von La Noria“, der den Beginn des porfiristischen Aufstands markiert. Das Dokument kritisierte Juárez für die unbegrenzte Wiederwahl, vor allem aber für die massive Einflussnahme auf die Verfassungsorgane und die Länderregierungen. Díaz schlug außerdem eine Verfassungsreform vor, die dem Prinzip „weniger Regierung und mehr Freiheit“ folgte. Der Aufstand von Díaz fand zunächst kein großes Echo. Mit dem überraschenden Tod von Juárez am 18. Juli 1872 schien das Programm wie der Widerstand zunächst auch jeden Sinn verloren zu haben.
Der bisherige Vizepräsident Lerdo übernahm verfassungsgemäß die Präsidentschaft bis zu den Neuwahlen. Er begnadigte alle Aufständischen und entließ die Militärangehörigen aus dem Dienst. Díaz zog sich nach Oaxaca zurück. Lerdo setzte die Neuwahlen auf den Oktober 1872 fest. Er gewann die Wahlen mit deutlichem Abstand vor Díaz (10502 zu 680), aber der Wahlbetrug erschien offenkundig, da diese Mehrheit offenbar herbeigeführt worden war, um die Bestätigung durch den Kongress (bei fehlender absoluter Mehrheit) zu vermeiden. Lerdo machte sich unbeliebt durch die Beendigung der Aussöhnungspolitik mit der Kirche, und mit der Manipulation der Gouverneursposten, Richterämter und der Wahl von Abgeordneten (1873 und 1875). Seine Unbeliebtheit führte zu einem Bündnis der Konservativen, Liberalen und der Bauern für bewaffnete Aufstände.
1875 kam es zum Aufstand der „Cristeros“ für eine neue „katholische“ Republik. 1876 kam es zur „geträumten Revolution“ (Revolución Soñada) der Liberalen – einem programmatischen Widerstand gegen die undemokratische Regierungspraxis Lerdos. Ein Militärführer musste gefunden werden. Am 10. Januar 1876 erhob sich General Sarmiento und ließ nach den Vorlagen der Revolución Soñada in Ojitlán, Oaxaca den „Plan von Tuxtepec“ ausarbeiten (15. Januar 1876). Hauptziel war die Verhinderung der Wiederwahl Lerdos und der Ländergouverneure. Díaz wurde als provisorischer Präsident und Führer des Renovationsheers zur Wiederherstellung der Verfassung von 1857 vorgeschlagen. Díaz nahm die Führungsaufgabe am 21. März an, jedoch mit den Bedingungen der „Reformen von Palo Blanco“ (Reformas de Palo Blanco), dass José María Iglesias, der Präsident des Obersten Gerichtshofs, Interimspräsident sein solle. Damit band er einen Gegner Lerdos an sich und verhinderte dessen Kandidatur für das Präsidentenamt. Daher lehnte Iglesias auch das Ansinnen des „Plans von Tuxtepec“ ab.
Der Erhebung von Díaz schlossen sich viele Lokalaufstände an. Nachdem jedoch Lerdo die Wahl knapp gewonnen hatte, wobei ihm Wahlfälschung vorgeworfen wurde, erklärte Iglesias den Präsidenten Sebastián Lerdo de Tejada für unrechtmäßig und ernannte sich selbst am 31. Oktober 1876 zum Interimspräsidenten. Iglesias stützte sich auf Querétaro und Guanajuato, wo er residierte. Er kündigte seine Kandidatur an.
Díaz hatte sich mit Limantour bereits im Januar 1876 nach New Orleans, Louisiana in die Vereinigten Staaten begeben, um Kontakt zu den amerikanischen Freimaurern aufzunehmen. Die amerikanische Regierung sollte günstig gestimmt werden und finanzielle Hilfe leisten. Mit dieser Hilfe verstärkten sich im Norden des Landes die Aufstände. Díaz gelang es in kurzer Zeit, den gesamten Norden unter seine Kontrolle zu bringen. Er begab sich erneut in die USA, um weitere Geldmittel zu beschaffen. Als er am 21. Juni 1876 in Tampico ankam, gelang es ihm nur durch einen Sprung ins Meer, den Agenten Lerdos zu entkommen. Am 7. Juli 1876 erreichte er Oaxaca und bildete ein Heer aus 2500 Männern, mit denen er am 10. Juli Richtung Puebla marschierte.
Díaz besiegte die Truppen Lerdos in Tecoac, Tlaxcala am 16. November 1876 durch das glückliche Zuhilfekommen von General Manuel González. Fünf Tage später verließ Lerdo Mexiko-Stadt in Richtung USA. Am 23. November zog Díaz in Mexiko-Stadt ein und bot Iglesias an, am Plan von Tuxtepec teilzunehmen. Nach wenigen Tagen übergab er das Präsidentenamt an Juan Nepomuceno Méndez, um gegen die Truppen von José María Iglesias zu marschieren, der sich weiter als rechtmäßigen Interimspräsidenten betrachtete. Iglesias vermied die militärische Auseinandersetzung und ließ sich am 21. Dezember auf das Angebot von Díaz ein, im Januar 1877 in die USA ins Exil zu gehen.
Am 2. April 1877 wurde Díaz nach der von Juan Méndez ausgeschriebenen Neuwahl, die er mit großem Vorsprung vor seinen Gegnern gewonnen hatte (11475 gegen 482 Stimmen), zum Präsidenten ernannt, welches Amt er ab dem 5. Mai zunächst bis 1880 innehatte.
Seine erste Amtsperiode war politisch eher instabil, da die Minister häufig wechselten. Keiner der 22 Amtsträger verblieb bis zur nächsten Wahl im Kabinett. Nach einem Zwischenspiel des schwachen Präsidenten Manuel González trat er 1884 die zweite Präsidentschaft an, die er bis 1911 nicht wieder abgab.
In der zweiten Amtsperiode (1884–1888) waren seine Mitarbeiter etwas ausdauernder. Nach und nach wurden Angehörige der jüngeren Generation eingegliedert, die sogenannten „Wissenschaftler“, Anhänger des Positivismus. Díaz war Freimaurer und Großmeister der Gran Dieta.
Weitere Vereidigungen Díaz’ als Staatspräsident fanden je am 1. Dezember der Jahre 1888, 1892, 1896, 1900, 1904 und 1910 statt.
Die Gruppe der Porfiristen schuf unter ihrem „gran caudillo“ (großer Führer) eine Ordnung, in der Aufstände gewaltsam niedergeschlagen wurden. Díaz sicherte seiner Herrschaft auf diese Weise Dauer und seinen Zielen Kontinuität.

#### Die Neuordnung des Grundbesitzes
Díaz’ Herrschaft war von großer Härte gegen die bäuerlich-indianische Bevölkerung geprägt. Er stützte sich dabei auf die Armee, die Latifundienbesitzer und eine schlagkräftige Landpolizei, die er aufstellen ließ. Dadurch schaffte er es auch, die ausgedehnten Unruhen unter der Landbevölkerung einzudämmen, was den wirtschaftlichen Aufschwung des Landes begünstigte.
Nachdem schon 1856 und 1859 nach der Enteignung der Kirche große Ländereien in den Besitz von ausländischen und mexikanischen Großgrundbesitzern gekommen waren, schufen das „Kolonisationsgesetz“, das „Gesetz über das Brachland“ (1883) und das „Vermarktungsgesetz“ (1881) die Grundlage zur Enteignung der indigenen Bevölkerung. 1910 gehörten 50 Prozent des Staatsgebietes 11.000 Großgrundbesitzern. 90 Prozent der Landbevölkerung hatte keinen eigenen Grundbesitz, weshalb sich die Bauern als Landarbeiter verdingen mussten. Dabei gerieten sie leicht in Schuldknechtschaft, die kaum von echter Leibeigenschaft zu unterscheiden war. Diese Verhältnisse wurden im Caoba-Zyklus von B. Traven literarisch verarbeitet. Dazu gingen zwischen 1876 und 1912 Gemeindeweiden in der Größenordnung von etwa 1340 km² verloren.

#### Die Herrschaftsordnung
Die Herrschaftsordnung Díaz’ beruhte hauptsächlich auf der Errichtung einer unzweifelhaften Autorität, die nicht zögerte, sich mit Repression Gehorsam zu sichern. Unter diesen Umständen wurde das Militär zum Hauptpfeiler des Staates.
Neben diesem Hauptpfeiler stützte sich das Regime auf Großgrundbesitzer, Industrielle, Großkaufleute und Bankiers.
Die Regierungszeit von Díaz war außerdem von der Stärkung der Zentralgewalt geprägt. Die Gouverneure der Bundesstaaten waren von ihm abhängig.

#### Die Wirtschaftspolitik
Die Wirtschaftspolitik von Díaz förderte ausländische Investitionen. Dadurch ergab sich eine Konzentration von Banken, Industrie, Erdölförderung, Eisenbahnwesen, Stromerzeugung und Bergbau in den Händen von meist europäischen Investoren.

#### Das Ende des Porfiriats
Diaz’ Herrschaftsstil war ein wichtiger Grund für die Mexikanische Revolution unter der Führung von Francisco Madero, die den Präsidenten am 25. Mai 1911 schließlich zum Rücktritt und zum Verlassen des Landes zwang. Er floh ins Exil nach Paris, wo er 1915 starb. Er wurde auf dem Cimetière Montparnasse begraben.